# An Orphan's Plight
An Orphan's Plight è un cortometraggio muto del 1911 prodotto dalla Essanay di Chicago. Il nome del regista non viene riportato nei credit; la protagonista è la giovane Eva Prout, un'attrice che aveva iniziato da poco la sua carriera cinematografica che l'avrebbe portata a interpretare poco più di una trentina di pellicole in cinque anni di carriera, alternando parti di giovane ragazza (quale ella era) a parti di bambina secondo quelle che erano le convenzioni teatrali e cinematografiche dell'epoca.

## Produzione
Il film fu prodotto dalla Essanay Film Manufacturing Company.

## Distribuzione
Distribuito dalla General Film Company, il film - un cortometraggio di una bobina - uscì nelle sale cinematografiche USA l'11 aprile 1911.